# الكولة الحمراء (بني ضبيان)

تعديل مصدري - تعديل

الكولة الحمراء هي إحدى قرى عزلة بني ضبيان بمديرية بني ضبيان التابعة لمحافظة صنعاء، بلغ تعداد سكانها 61 نسمة حسب تعداد اليمن لعام 2004.